# Kunio Hatoyama

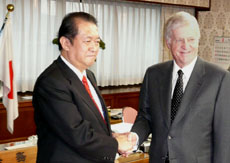
Hatoyama als Justizminister bei einem Treffen mit US-Botschafter Tom Schieffer im März 2008

Kunio Hatoyama (jap. 鳩山 邦夫 Hatoyama Kunio; * 13. September 1948 in der Präfektur Tokio; † 21. Juni 2016 ebenda) war ein japanischer Politiker der Liberaldemokratischen Partei (LDP), Abgeordneter im Shūgiin, dem Unterhaus des nationalen Parlaments, und ehemaliger Minister.

## Leben
Hatoyama war Absolvent der Universität Tokyo und seit 1976 mit Ausnahme der Jahre 1979 bis 1980 und 1999 bis 2000 Abgeordneter im Shūgiin, zuerst für den SNTV-Dreimandatswahlkreis Tokio 8, nach der Wahlrechtsreform zunächst im neuen Einmandatswahlkreis Tokio 2. Er gehörte zunächst der regierenden LDP an, der er nach seiner zweiten Wahl ins Parlament 1980 beitrat. Innerhalb der Partei gehörte er zur Tsushima-Faktion. Allerdings hatte er 1993 die Partei verlassen und war gemeinsam mit seinem Bruder Yukio an der Gründung der Demokratischen Partei Japans (DPJ) 1996 beteiligt. 1999 legte er sein Abgeordnetenmandat nieder und kandidierte für die Nachfolge von Yukio Aoshima bei der Gouverneurswahl in Tokio, unterlag aber klar Shintarō Ishihara. Während sein Bruder zwischen 1999 und 2002 Vorsitzender der DPJ war, verließ Kunio Hatoyama die Partei im Jahre 2000 und kehrte in die LDP zurück. Für diese wechselte er bei der Wahl 2003 in den 18. Wahlkreis im Westen der Präfektur, unterlag aber klar DPJ-Mitgründer Naoto Kan und wurde nur über den Verhältniswahlblock wiedergewählt. Seit der Wahl 2005 kandidierte Hatoyama im 6. Wahlkreis Fukuoka, nicht mehr in Tokio.
Von 1991 bis 1992 war Hatoyama Minister für Bildung, Kultur, Sport, Wissenschaft und Technologie. Nach seinem Parteiaustritt wurde er 1994 Arbeitsminister im Kabinett Hata für die Fraktion Kaikaku no Kai (改革の会, „Reformversammlung“). Zurück in der LDP ernannte ihn Shinzō Abe im August 2007 kurz vor seinem Rücktritt zum Justizminister. Bei der Kabinettsumbildung im August 2008 wurde er von Premierminister Yasuo Fukuda durch Okiharu Yasuoka ersetzt.
In seiner Amtszeit als Justizminister autorisierte Hatoyama 13 Erhängungen und damit die meisten Hinrichtungen durch einen einzelnen Minister seit der vierjährigen Nichtanwendung der Todesstrafe zwischen 1989 und 1993.
Im September 2008 berief ihn Premierminister Tarō Asō als Minister für Innere Angelegenheiten und Kommunikation in sein erstes Kabinett. Im Streit um eine mögliche Neubesetzung des Vorstands der privatrechtlichen JP Group, die sich noch in Staatsbesitz befindet, trat Hatoyama am 12. Juni 2009 zurück. Hatoyama galt als wichtiger innerparteilicher Verbündeter Asōs. Einen Übertritt zur Demokratischen Partei, die seit Mai 2009 wieder unter Vorsitz seines Bruders Yukio steht, lehnte er ab, schloss jedoch einen Austritt aus der LDP nicht aus.
2009 wurde im Zusammenhang mit dem Spendenskandal um seinen Bruder Yukio bekannt, dass Kunio Hatoyama zwischen 2003 und 2008 wie sein Bruder Milliardensummen von seiner Mutter erhalten hatte.
Im März 2010 verließ Hatoyama die LDP. Eine Zusammenarbeit mit seinem Bruder Yukio schloss er aus, dessen Regierung er als „sozialistisch“ kritisierte. Er kündigte die Gründung einer neuen Partei an, für die er die LDP-Politiker Kaoru Yosano und Yōichi Masuzoe gewinnen wollte, blieb aber während der Parteiumbildungen bis 2012 parteilos.
Nach der Shūgiin-Wahl 2012 kehrte Hatoyama Ende Dezember 2012 in die LDP zurück. Hatoyama stand, wie Premier Abe und weitere Kabinett- und LDP-Parteimitglieder, der als revisionistisch geltenden Nippon Kaigi nahe.

## Familie
Hatoyamas Großvater Hatoyama Ichirō war zwischen 1954 und 1956 Premierminister von Japan und Gründungsvorsitzender der LDP. Sein Urgroßvater Hatoyama Kazuo war bereits Abgeordneter und Präsident des Shūgiin. Kunio Hatoyamas Vater Hatoyama Iichirō war von 1976 bis 1977 japanischer Außenminister und ebenfalls LDP-Mitglied, seine Mutter ist eine Tochter des Bridgestone-Gründers Ishibashi Shōjirō. Seine halbaustralische Ehefrau Emily Takami ist ein ehemaliges Model; ihr älterer Sohn Tarō war von 2003 bis 2005 Abgeordneter des Tokioter Präfekturparlaments für die langjährige Familienheimat Bunkyō und bewarb sich bei der Sangiin-Wahl 2010 als Kandidat der Shintō Kaikaku für ein nationales Mandat, der jüngere Sohn Jirō war seit 2013 Bürgermeister der Stadt Ōkawa in Kunios (neuerem) Abgeordnetenwahlkreis in Fukuoka, bevor er im Herbst 2016 Kunios Nachfolge als Abgeordneter antrat.